# 布拉风

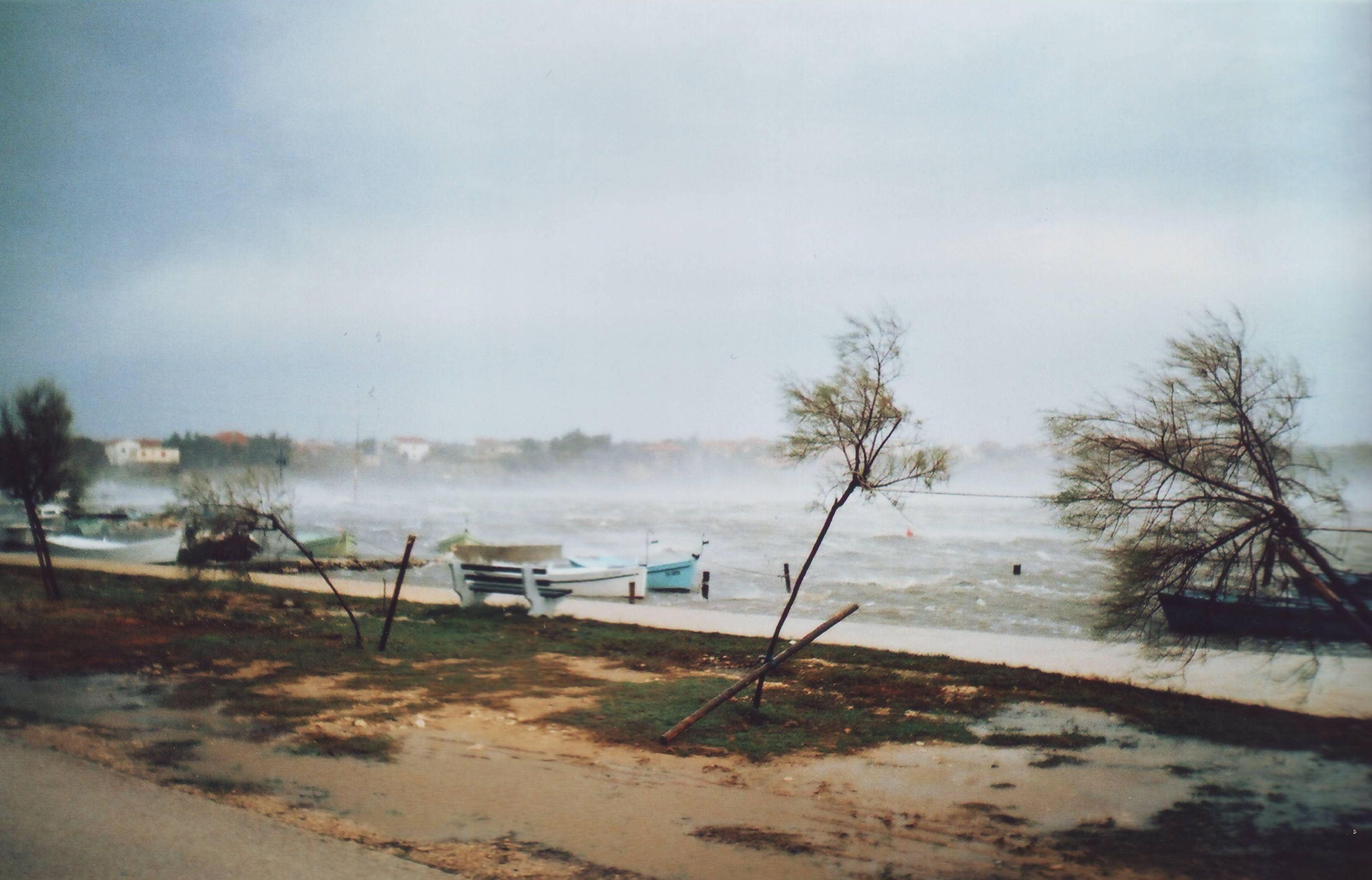
布拉風吹襲克羅地亞尼恩

布拉风（英語：Bora）指的是亚得里亚海的一种北方向至东北方向的下降風，有时也可以指地中海和黑海盆地东部的海岸线上产生的东北方向的风。布拉风的名字来源于克罗地亚和蒙特內格羅的爱琴海岸。